# Melanoloma decrepitum
Melanoloma decrepitum är en tvåvingeart som beskrevs av Friedrich Georg Hendel 1911. Melanoloma decrepitum ingår i släktet Melanoloma och familjen Richardiidae. Inga underarter finns listade i Catalogue of Life.